# Диверсант (программа)
Программа «Диверсант» — это система специальной подготовки собак, направленная на противоборство с подготовленным и вооруженным человеком.

## Основные сведения
«Диверсант» — один из российских видов дрессировки собак. В основу программы положен практический опыт боевого применения служебных собак в 30-50-х годах XX века. 
Данный период характеризуется активными действиями на государственной границе СССР многочисленных диверсионных групп и банд накануне Второй мировой войны, проведением диверсионных операций и террористических актов в прифронтовой полосе и в тылу наших войск во время Великой Отечественной войны, а также беспрецедентными по своей жестокости акциями ОУНовских боевиков в послевоенный период на территории Советской Украины.
Противостоять многоплановой и изощрённой тактике подготовленных диверсантов и террористов могли только хорошо обученные люди и служебные собаки. Решающим фактором выступали боевой опыт, практические и теоретические знания специалистов военного собаководства, реализованные в методике и технике подготовки личного состава и служебных собак, направленные на борьбу с диверсионными группами. Боевые столкновения, в результате которых применялись служебные собаки, показали эффективность и надёжность этих методик в противоборстве с вооружённым противником, в том числе и против групп от двух и более человек. Используемые в боевых действиях собаки обладали высокими бойцовскими качествами и психологической устойчивостью, физической силой и выносливостью, великолепно работали «перехватом» и были хорошо управляемы.
Особенностью программы является то, что испытания не носят шаблонного характера и предусматривают разнообразные варианты условий работы инструктора с собакой. Это обосновывается тем, что применение собак в служебно-боевой деятельности различных силовых структур и ведомств предусматривает их работу в различных условиях обстановки. Из практики известно, что каждое задержание с применением собак имеет свои особенности, что в свою очередь определяет наиболее целесообразную тактику действий инструктора по управлению и применению собаки в той или иной ситуации.